# شترچشمه
شترچشمه، روستایی از توابع بخش کهن‌آباد شهرستان آرادان در استان سمنان ایران است.

## جمعیت
این روستا در دهستان فروان قرار دارد و براساس سرشماری مرکز آمار ایران در سال ۱۳۸۵، جمعیت آن زیر سه خانوار بوده‌است.